# Tricyphona (Tricyphona) aperta
Tricyphona (Tricyphona) aperta is een tweevleugelige uit de familie Pediciidae. De soort komt voor in het Nearctisch gebied.